# Moustapha Zeghba
Moustapha Zegba (ar. مصطفى زغبة; ur. 21 listopada 1990 w Al-Masili) – algierski piłkarz grający na pozycji bramkarza. Od 2020 jest piłkarzem klubu Damac FC.

## Kariera piłkarska
Swoją piłkarską karierę rozpoczął w klubie WR M'Sila. W sezonie 2010/2011 zadebiutował w jego barwach w trzeciej lidze algierskiej. W latach 2011–2013 był zawodnikiem pierwszoligowego MC El Eulma. Natomiast w latach 2013-2015 występował w drugoligowym AB Mérouana.
Latem 2015 Zegba przeszedł do USM El Harrach. Swój debiut w nim zaliczył 19 listopada 2015 w wygranym 2:0 domowym meczu z MO Béjaïa. W El Harrach grał przez dwa lata.
W 2017 roku Zegba został zawodnikiem ES Sétif, a swój debiut w nim zanotował 26 sierpnia 2017 w zwycięskim 2:1 domowym spotkaniu z USM El Harrach. W Sétif spędził dwa sezony.
Latem 2019 Zegba przeszedł do saudyjskiego Al-Wehda, w którym zadebiutował 24 sierpnia 2019 w przegranym 0:2 domowym meczu z Ettifaq FC. Grał w nim pół roku.
Na początku 2020 roku Zegba został piłkarzem Damac FC. Swój debiut w nim zaliczył 11 stycznia 2020 w zremisowanym 2:2 domowym spotkaniu z Ettifaq FC.
| Sezon   | Klub           | Kraj             | Rozgrywki                 | Mecze | Gole |
| ------- | -------------- | ---------------- | ------------------------- | ----- | ---- |
| 2010/11 | WR M'Sila      | Algieria         | III liga                  | ?     | ?    |
| 2011/12 | MC El Eulma    | Algieria         | Première Division         | ?     | ?    |
| 2012/13 | MC El Eulma    | Algieria         | Première Division         | ?     | ?    |
| 2013/14 | AB Mérouana    | Algieria         | Ligue 2                   | 28    | 0    |
| 2014/15 | AB Mérouana    | Algieria         | Ligue 2                   | 22    | 0    |
| 2015/16 | USM El Harrach | Algieria         | Première Division         | 5     | 0    |
| 2016/17 | USM El Harrach | Algieria         | Première Division         | 28    | 0    |
| 2017/18 | ES Sétif       | Algieria         | Première Division         | 24    | 0    |
| 2018/19 | ES Sétif       | Algieria         | Première Division         | 20    | 0    |
| 2019/20 | Al-Wehda       | Arabia Saudyjska | Saudi Professional League | 11    | 0    |
| 2019/20 | Damac FC       | Arabia Saudyjska | Saudi Professional League | 16    | 0    |
| 2020/21 | Damac FC       | Arabia Saudyjska | Saudi Professional League | 22    | 0    |

## Kariera reprezentacyjna
W reprezentacji Algierii Zeghba zadebiutował 27 grudnia 2018 w wygranym 1:0 towarzyskim meczu z Katarem, rozegranym w Dosze. W 2022 roku został powołany do kadry na Puchar Narodów Afryki 2021. Nie rozegrał jednak na nim żadnego meczu.